# Mariano Marcos
Mariano Marcos Rubio (Batac, 21 aprile 1897 – Bacnotan, 8 marzo 1945) è stato un politico, avvocato e insegnante filippino.

## Biografia
Fu membro della Camera dei rappresentanti per la provincia di Ilocos Norte per sei anni, dal 1925 al 1931. Era inoltre il padre di Ferdinand Marcos, Presidente delle Filippine dal 1965 al 1986.
Le circostanze sulla sua morte furono misteriose e versioni differenti furono narrate al riguardo. Alcune fonti sostennero che Marcos morì per mano delle forze coloniali giapponesi a Bacnotan, mentre secondo altre fu ucciso da truppe filippine e guerriglieri in quanto collaboratore segreto dei nemici nipponici.
In suo onore furono erette due università filippine: la Mariano Marcos State University ad Ilocos Norte e la Don Mariano Marcos Memorial State University a La Union.